# Río Chico del Norte
El Chico del Norte (o simplemente Chico) es un río que se encuentra en las provincias de Río Negro y Chubut en la Patagonia, República Argentina. Recorre en sentido norte - sur y es tributario del río Chubut.
Tanto en verano, como en días con muchas lluvias, el río experimenta fuertes crecidas. En algunos tramos se realizan actividades agrícolas y ganaderas.
sus principales afluentes son los arroyos Capilla, Pantanoso, Chico, Verde y Malacara. El río corre encajado en profundos valles en el área preandina, para luego ensancharse y alcanzar su estado geomorfológico de fluvio maduro.

## Recorrido
El río nace en la confluencia del arroyo Las Bayas y Verde en el departamento Pilcaniyeu, ambos arroyos provienen del macizo montañoso de las Bayas. Allí comienza a recorrer hacia el sur y recibe las aguas del río Chenqueniyen, al este del paraje homónimo ubicado en el departamento Ñorquincó de la provincia de Río Negro. A partir de allí recibe las aguas de otros pequeños arroyos y cañadones como el Seco y el Fita - Ruin Chico y atraviesa la localidad que lleva su nombre. Luego, atraviesa por un pequeño vado denominado "la pasada de Carrillo".
Luego ingresa a territorio chubutense, recibe las aguas de algunos cañadones intermitentes como el Chacal Huarruca, el Encajonado, Loco y del Guanaco, hasta llegar a la localidad de Fofo Cahuel (departamento Cushamen), donde rebice las aguas del arroyo homónimo y desemboca en el río Chubut, que a su vez llega al Océano Atlántico en la Bahía Engaño, cerca de Rawson.

## Galería

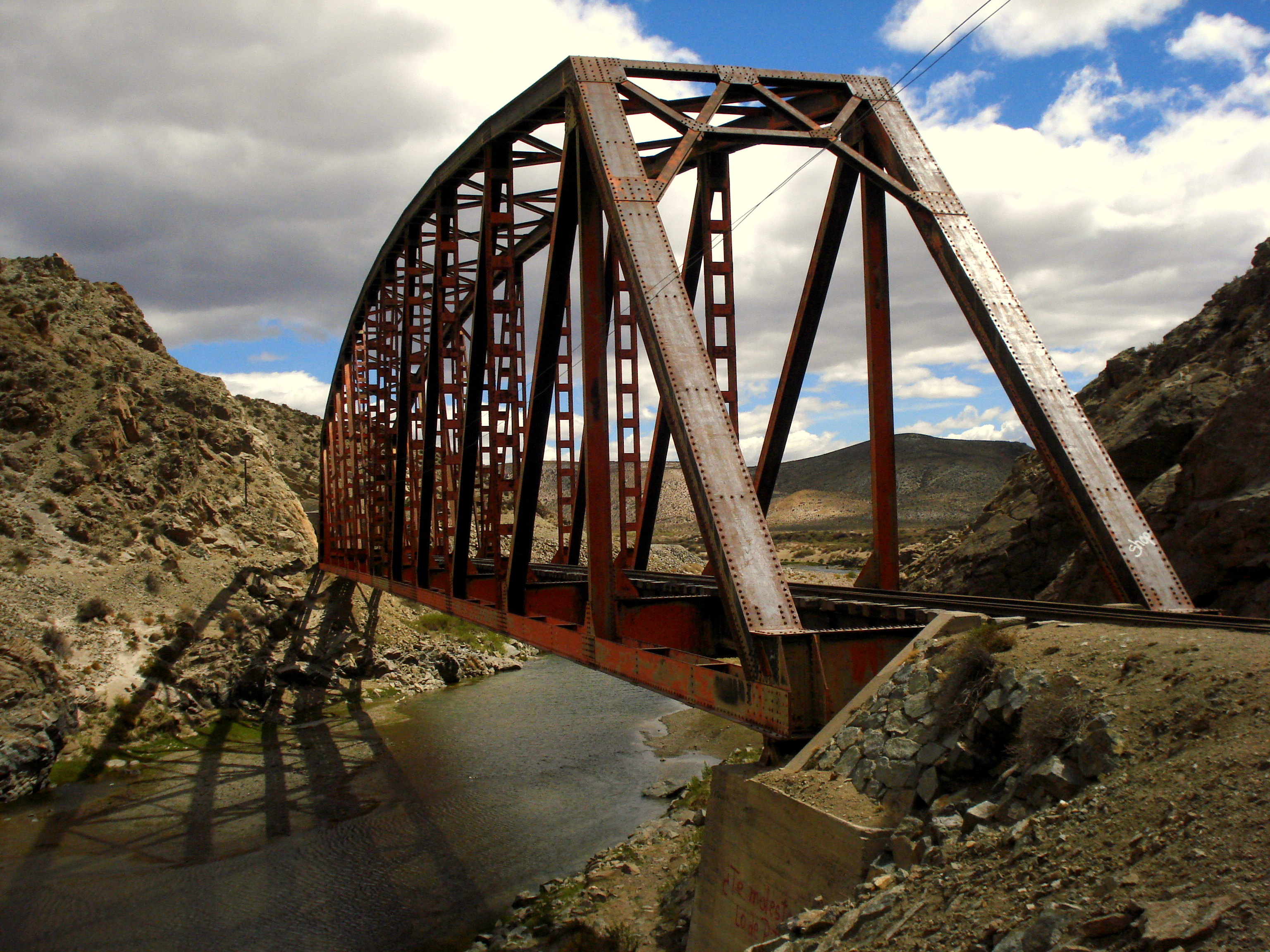
Puente del Ferrocarril